# 圣女贞德战士

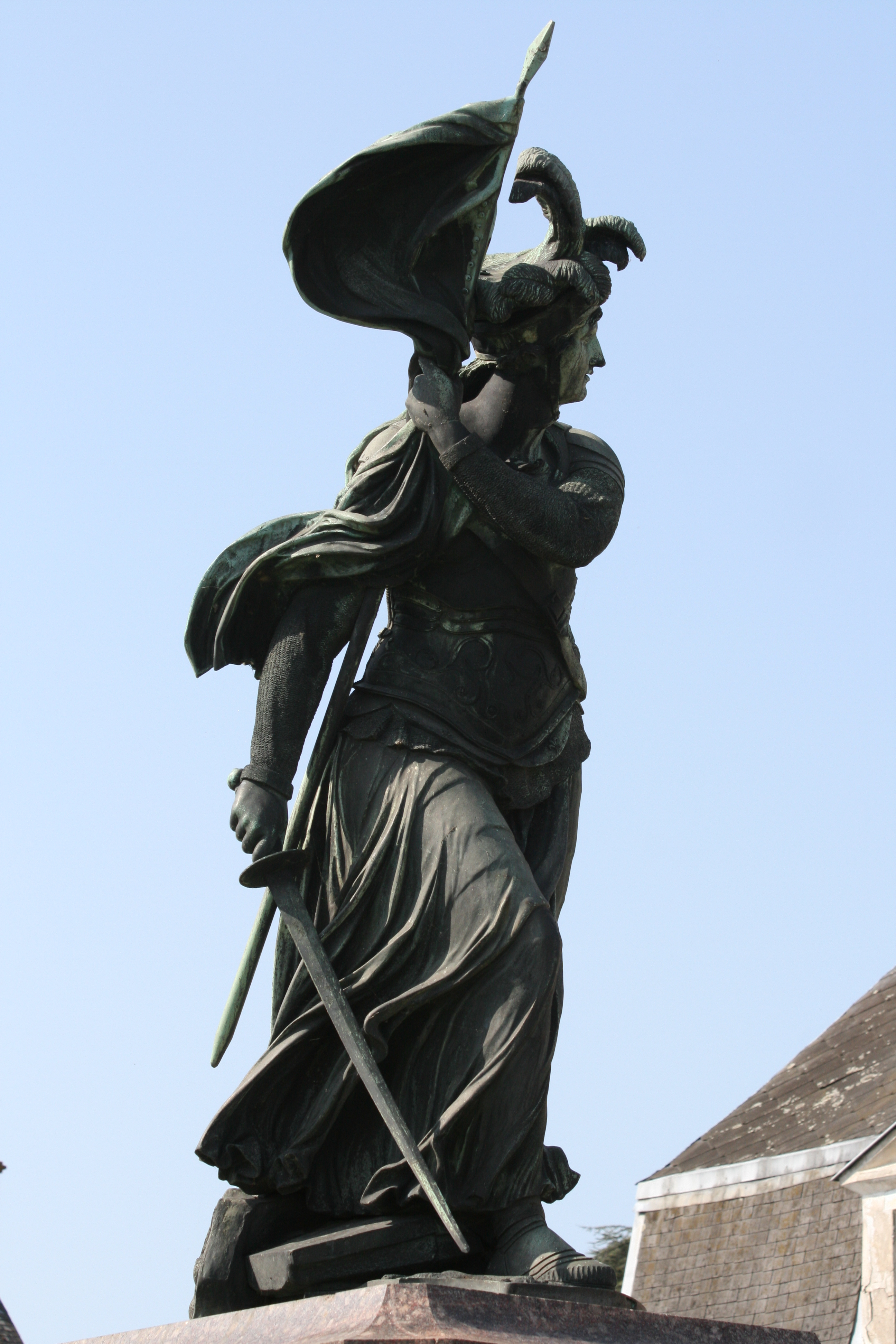

圣女贞德战士（Jeanne d'Arc guerrière）是一座19世纪的圣女贞德雕像，位于中央-卢瓦尔河谷大区卢瓦雷省奥尔良，由埃德蒙·弗朗索瓦·艾蒂安·戈伊斯（Edme-François-Étienne Gois）设计。
这座雕像最初位于奥尔良市中心的殉难广场（place du Martroi，1804年到1855年），建于法兰西第一帝国时期。1855年，它被移到卢瓦尔河左岸的乔治五世大桥桥头。1955年，这座雕像再次被移到炮塔堡滨河路（quai du Fort-des-Tourelles）。2013年，安置在圣女广场（square de La Pucelle）。

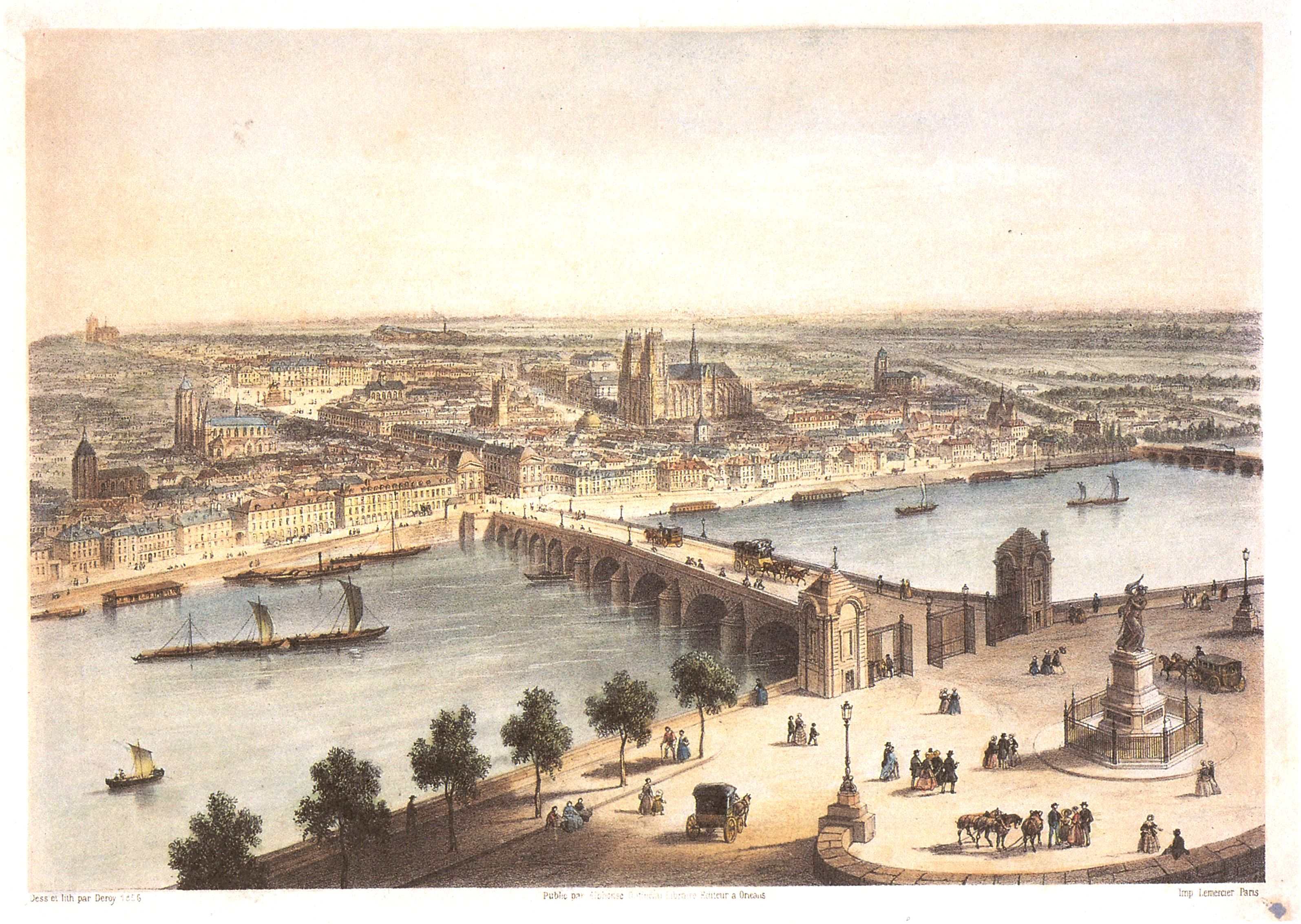
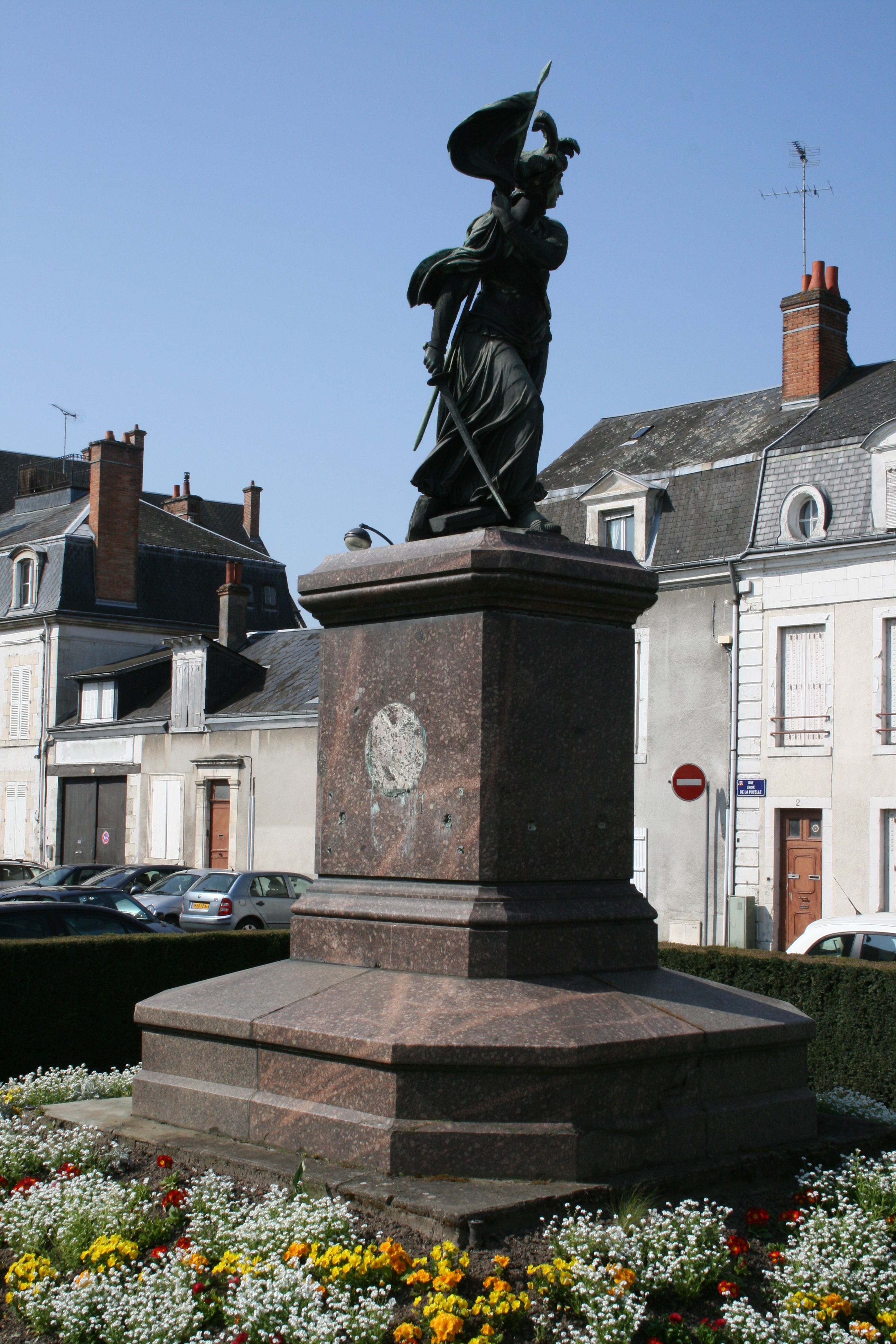
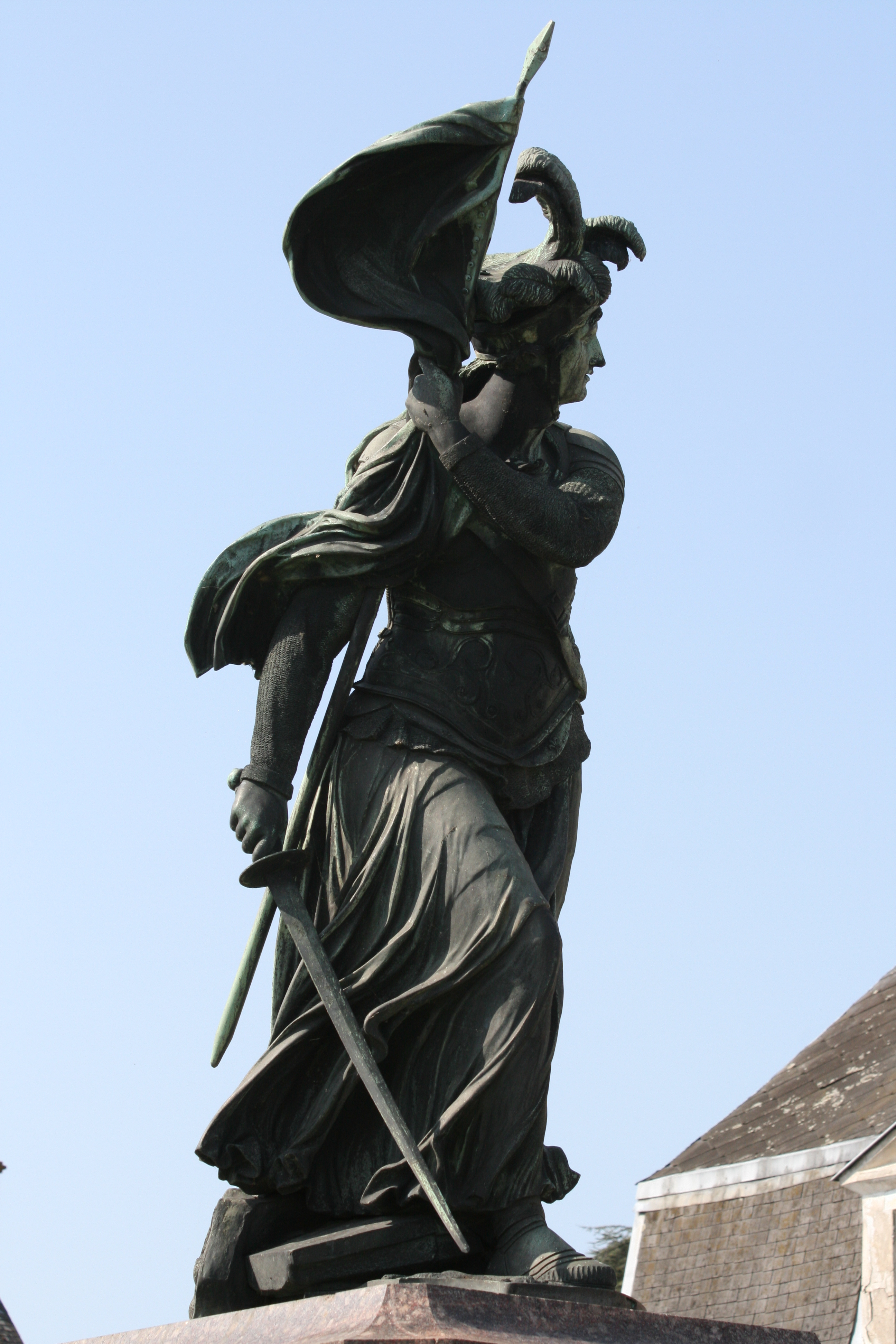
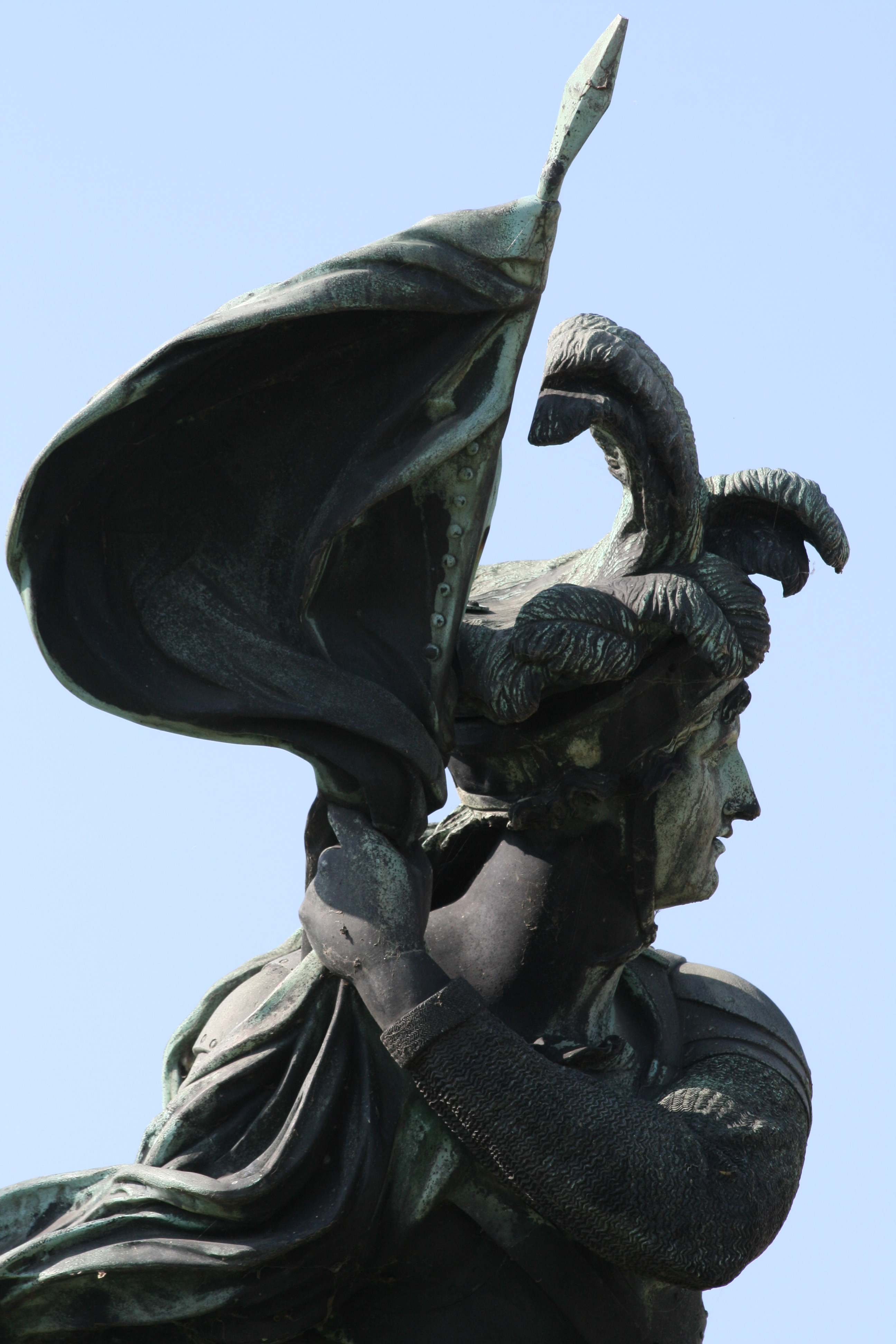

2017年，这座雕像与奥尔良的其他五座雕像一起列为法国历史遗迹。